# Dicliptera novogaliciana
Dicliptera novogaliciana är en akantusväxtart som beskrevs av T.F.Daniel. Dicliptera novogaliciana ingår i släktet Dicliptera och familjen akantusväxter. Inga underarter finns listade i Catalogue of Life.